# Élections municipales dominicaines de 2024
Les élections municipales dominicaines de 2024 ont lieu le 18 février 2024 afin de renouveler les conseillers municipaux de la République dominicaine.
Le scrutin est un test électoral majeur pour les différentes formations politiques, trois mois avant les élections présidentielle, législatives et sénatoriales. Elles voient la victoire écrasante du Parti révolutionnaire moderne, au pouvoir au niveau national, qui arrive en tête dans 30 provinces sur 32 et décroche 122 municipalités, soit environ 70 % d'entre elles.